# 622
Cette page concerne l'année 622  du calendrier julien. Pour l'année 622 av. J.-C., voir 622 av. J.-C.
L'année 622 est une année commune qui commence un vendredi.

## Événements
- 5 avril : l'empereur d'Orient Héraclius quitte Constantinople pour une campagne en Asie Mineure. Il débarque son armée par mer en Cilicie et vainc les Perses à Issos. Il reconstitue son armée en appelant les garnisons voisines et galvanise ses troupes autour d'une image miraculeuse de Jésus Christ[3].
- 23 juin : pacte d'Aqaba. Les représentants des principaux clans de Yathrib prêtent un serment de fidélité et d'obéissance à Mahomet[4]. Les Mecquois décident d’assassiner le Prophète. Début de l'émigration de Mahomet et de ses compagnons de La Mecque à Yathrib.
- 16 juillet (1er mouharram) : point de départ du calendrier musulman[2].
- 20 septembre : arrivée de Mahomet à Quba[5].
- 24 septembre : Mahomet entre à Yathrib qui devient Madinat an-Nabi (Médine). Début de l'hégire (exil)[2].
- Automne : Héraclius remonte de la Cilicie vers la Cappadoce. Le général Charbaraz évacue Chalcédoine et marche vers les sources de l'Halys. Après une série de combat qui tournent à l'avantage des Byzantins, les Perses évacuent le Pont et la Cappadoce. Héraclius rentre à Constantinople de nouveau menacée par les Avars et renouvelle la trêve[3].

- L'empereur d'Orient Héraclius épouse sa nièce Martine (avant le 25 mars 623)[6].

## Naissances en 622
- Oqba Ibn Nafi Al Fihri, général arabe.

## Décès en 622
- 8 avril : Shōtoku, régent et homme politique japonais.
- 12 décembre : Valery de Leuconay, moine.